# Distrito de Quinocay

La Provincia de Yauyos en el Departamento de Lima, Perú.

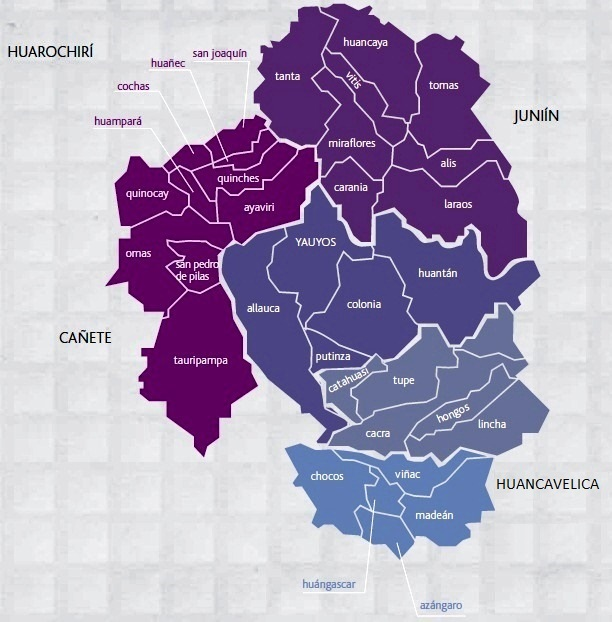
La provincia de Yauyos y sus 33 distritos.

El distrito de Quinocay es uno de los treinta y tres distritos que conforman la provincia de Yauyos, perteneciente al departamento de Lima, en el Perú y bajo la administración del Gobierno Regional de Lima. 
Desde el punto de vista jerárquico de la Iglesia católica, forma parte de la Prelatura de Yauyos.

## Historia
Fue creado mediante Ley N.º 13412 del 25 de marzo de 1960 en el segundo gobierno del Presidente Manuel Prado Ugarteche.

## Geografía
Tiene una superficie de 153,13 km². Su capital es el pueblo de Quinocay a 2651 m s. n. m. con 162 viviendas. 12°21′31″S 76°13′30″O / -12.3586, -76.225

## Centros poblados
- San Juan de Viscas con 123 viviendas
- Palqui con 19 viviendas
- Pongo con 18 viviendas

## Autoridades

### Municipales
- 2023-2026
- Alcalde: Gaby Yuliza Calixto Piccini, Movimiento regional Unidad Cívica Lima (UCL).

- 2019-2022
  - Alcalde: Jimmy Edson Manta Ignacio, Movimiento regional Unidad Cívica Lima (UCL).
- 2015-2018[3]
  - Alcalde: Napoleón Enoc Olivares Reyna, Movimiento regional Unidad Cívica Lima (UCL).
  - Regidores: Elver Zenón Laredo Ballarta (UCL), Sergio Gamaniel Martínez Laredo (UCL), Aracely Shanny Alegre Valeriano (UCL), Tiberio Addi Huane Alegre (UCL), Nemecio Martín Isla Segil
- 2011-2014[4]
  - Alcalde: Clemente Ángel Manta Martínez, Movimiento Concertación para el Desarrollo Regional (CDR).
  - Regidores: Rosalia Margarita Lara Laberto (CDR), Marcelino Paulino Espíritu Suyo (CDR), Gaby Yuliza Calixto Piccini (CDR), Mercedes Olinda Alegre Suárez (CDR).
- 2007-2010
  - Alcalde: Clemente Ángel Manta Martínez, Movimiento Concertación para el Desarrollo Regional (CDR).
- 2003-2006[5]
  - Alcalde: Clemente Angel Manta Martínez, Partido Aprista Peruano.
- 1999-2002
  - Alcalde: Domingo Guzmán Olivares Padín, Movimiento independiente Somos Perú.
- 1996-1998
  - Alcalde: Humberto Germán Alegre Alberto, Lista independiente N° 5 Yauyos 95.
- 1992-1995
  - Alcalde: Justo Jiménez García, Lista independiente N° 15 Frente Quinocay.
- 1990 - 1992
  - Alcalde:   , FREDEMO.
- 1987 - 1989
  - Alcalde: Acasio Ballarta Calixta, Partido Aprista Peruano.
- 1984 - 1986
  - Alcalde: Mauricio Ramírez García, Partido Acción Popular.
- 1982 - 1983
  - Alcalde: Domingo Guzmán Olivares Padín,  Partido Acción Popular.

### Policiales
- Comisaría de Quinocay
  - Comisario: Mayor PNP  .[6]

### Religiosas
- Prelatura de Yauyos[7]
  - Obispo Prelado: Mons. Ricardo García García.[8]
- Parroquia Santiago Apóstol - Quinches[9]
  - Párroco: Pbro. Armando Caycho Caycho
  - Vicario parroquial: Pbro. Dimas Mendoza Saavedra.

## Festividades
Las festividades más importantes son en el mes de Junio "NUESTRA FIESTA PATRONAL"Fiesta en San Pedro de Quinocay - Yauyos- Lima -Perú (parte 2)